# スコット・ストクダイク
スコット・ストクダイク（Scott Stokdyk, 1969年10月16日 - ）は、視覚効果アーティストである。『スパイダーマン2』（2004年）によりアカデミー賞視覚効果賞を獲得した。

## 主なフィルモグラフィ
- ブロークン・アロー Broken Arrow (1996) 技術監修
- フィフス・エレメント The Fifth Element (1997) デジタルシークエンス監修
- タイタニック Titanic (1997) デジタルアーティスト（クレジット無し）
- GODZILLA Godzilla (1998) CG監修
- インビジブル Hollow Man (2000) デジタル効果監修
- スパイダーマン Spider-Man (2002) 視覚効果監修
- スパイダーマン2 Spider-Man 2 (2004) 視覚効果監修
- スパイダーマン3 Spider-Man 3 (2007) 視覚効果監修
- スパイアニマル・Gフォース G-Force (2009) 視覚効果監修
- オズ はじまりの戦い Oz the Great and Powerful (2013) 視覚効果監修

## 受賞とノミネート
| 賞               | 年   | 部門           | 作品名          | 結果       |
| ---------------- | ---- | -------------- | --------------- | ---------- |
| アカデミー賞     | 2000 | 視覚効果賞     | インビジブル    | ノミネート |
| アカデミー賞     | 2002 | 視覚効果賞     | スパイダーマン  | ノミネート |
| アカデミー賞     | 2004 | 視覚効果賞     | スパイダーマン2 | 受賞       |
| 英国アカデミー賞 | 2002 | 特殊視覚効果賞 | スパイダーマン  | ノミネート |
| 英国アカデミー賞 | 2004 | 特殊視覚効果賞 | スパイダーマン2 | ノミネート |
| 英国アカデミー賞 | 2007 | 特殊視覚効果賞 | スパイダーマン3 | ノミネート |